# Pocage
 (septembre 2021).
Le pocage est une tradition en désuétude attestée dans les villages des départements formant aujourd'hui les Hauts-de-France.

## Histoire
Lors du pocage, les enfants de chœur, passaient de maison en maison pour recevoir des dons de la part des habitants, en guise de rétribution pour les services rendus lors des offices. Au début du XXe siècle, il était de coutume de les rétribuer des œufs frais. Progressivement, dans les années 1980, les dons en nature ont été remplacés par des dons pécuniaires.
Auparavant le pocage était aussi pratiqué par d'autres corps en lien avec la paroisse ainsi que les apprentis de certains corps de métier comme les garçons meuniers, les garçons brasseurs, bourreliers,, ou plus généralement les pauvres (même si dans ce cas il peut y avoir confusion avec un autre type de quête réservée aux pauvres)...
Le pocage avait lieu habituellement le lundi de Pâques. Les enfants s'annonçaient à l'aide d'une crécelle. L'étymologie du mot serait picarde avec la signification de quête. On trouve des traces du pocage dans les ouvrages traitant de tradition et d'histoire populaire locale.